# Флауери Бранч (Џорџија)
Флауери Бранч (Џорџија) (енгл. Flowery Branch) град је у америчкој савезној држави Џорџија. По попису становништва из 2010. у њему је живело 5.679 становника.

## Демографија
Према попису становништва из 2010. у граду је живело 5.679 становника, што је 3.873 (214,5%) становника више него 2000. године.
| Група             | 2000.         | 2010.         |
| Белци             | 1.368 (75,7%) | 4.186 (73,7%) |
| Афроамериканци    | 238 (13,2%)   | 482 (8,5%)    |
| Азијати           | 5 (0,3%)      | 156 (2,7%)    |
| Хиспаноамериканци | 175 (9,7%)    | 783 (13,8%)   |
| Укупно            | 1.806         | 5.679         |